# Serekh

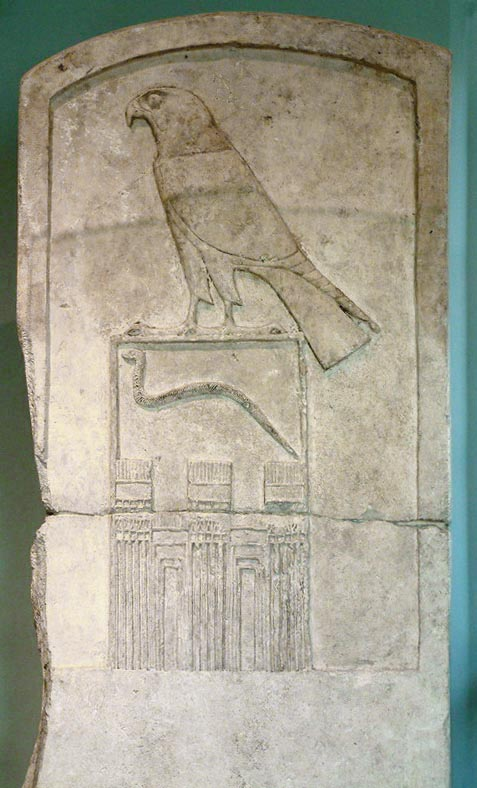
Un serekh al Louvre

El serekh és una estructura o peça rectangular delimitada de l'antic Egipte, decorada amb la façana amb portes o nínxols del palau reial i que incloïa el jeroglífic del faraó. A la part superior, hi havia una imatge del falcó que representava la deïtat Horus.
Els serekhs apareixen ja al començament de la història d'Egipte a la paleta de Narmer i gravats en alguns atuells del període predinàstic. Encara que en els texts més moderns figura a vegades en posició horitzontal, els egipcis sempre el van representar en posició vertical.